# Viggo Starcke
Viggo Starcke (13. marts 1895 i København – 22. marts 1974 i Kongens Lyngby) var en dansk læge og politiker, formand for Retsforbundet 1938 til 1939. Medlem af Folketinget fra 1945 til 1960, formand for Retsforbundets folketingsgruppe 1946 til 1957. Minister uden portefølje i trekantregeringen 1957-1960 og i Regeringen Viggo Kampmann I 1960. Bror til billedhuggeren Henrik Starcke.
Starcke blev født i København som søn af professor Carl Nicolai Starcke (1858-1926). Han blev student fra Det Danske Selskabs Skole i 1913 og cand.med. fra Københavns Universitet i 1921. 1917-1918 var han demonstrator anatomiæ, 1918-1926 manuduktør i anatomi, 1921-1922 reservelæge i Korsør, 1923-1925 1. assistent ved Farmakologisk Institut og kandidat ved flere københavnske hospitaler. I 1926 blev han overlæge ved kuranstalten Gl. Skovridergaard ved Silkeborg og praktiserende læge i Silkeborg. 1946 fratrådte han stillingen som overlæge og fokuserede herefter på sit politiske arbejde og sit forfatterskab bosat på Egegården i Ørholm.
Starcke var fra sin ungdom knyttet til Retsforbundet, der i 1919 var blevet stiftet i forældrenes hjem. 1925 blev han medlem af redaktionsudvalget for Retsstatsbladet, og han var medlem af forbundsrådet for Retsforbundet 1928-1929 og 1940-1949. I 1929 opstillede han første gang til Folketinget, men opnåede først valg i 1945 i Århus Amt, mens han 1947-1960 repræsenterede Københavns Amt. 1946-1957 var han formand for Retsforbundets folketingsgruppe.
Viggo Starcke var en fremragende oratorisk begavelse. Han var én af de første politikere, der til fulde forstod at benytte sig af radioen som et medium, der kunne formidle en nær kontakt til lytterne. Især huskes en valgkampudsendelse fra 1950, hvor Starcke indledte sin tale for Retsforbundet med at takke for, at han måtte komme ind i lytterens stue. Partiet fordoblede sit mandattal.

## Mysteriet om Giertrud Birgitte Bodenhoff
Starcke blev kendt af offentligheden ikke alene som politiker. I 1952 fremsatte han en opsigtsvækkende teori: At hans tipoldemors tante, Giertrud Birgitte Bodenhoff, i 1798 som skindød var blevet begravet levende på Assistens Kirkegård – og vakt til live og myrdet af en gravrøver. Historien baserede sig på en genfortalt tradition i familien og fandtes i flere lidt forskellige udgaver. Starcke fik tilladelse til at lade graven undersøge. Det skete i januar 1953. Der blev ikke fundet tegn på ydre vold på skelettet, men det blev konstateret at skelettet havde forskubbet sig i kisten – hvilket ikke er ualmindelig i ældre grave. Starcke mente efter undersøgelsen "at alting tyder på, at Traditionen er rigtig", mens historiker Albert Fabritius kom frem til den modsatte konklusion efter at have gennemgået sagen i en artikel i Personalhistorisk Tidsskrift i 1955.

## Forfatter
Starcke publicerede i øvrigt forskelligt uden for sit egentlige fag; således om posebind (se nedenfor). Han skrev også flere historiske værker.

## Udvalgt bibliografi
- Danmark i Verdenshistorien, 1946
- De store Landboreformer og Handelfrihedens Tid, 1936 (sammen med N. Bredkjær m.fl.)
- Folket og Retfærdigheden, 1943
- Fosterdrab, 1932
- Harald Høffding og C.N. Starcke, 1928
- Giertrud Birgitte Bodenhoff’s Mysterium, København 1954
- Livet ligger i Fremtiden, 1945
- Nationale Spørgsmaal, 1946
- "Posebind og Posebøger" i Bogvennen 4 (1949), s. 60-89
- Social ret, 1931
- Triumf eller fiasko?, 1972 (erindringer)
- The Viking Danes, 1949 (online Arkiveret 29. oktober 2005 hos  Wayback Machine)